# Ніколаус Арнест
Ніколаус Арнест або Арнесті (лат. Nikolaus Arnesti)  (? — 1509?) — львівський міщанин, лавник (1483—1484), міський райця (1484—1509) та бурмистр (1494).

## Життєпис
Належав до давнього роду львівських патриціїв німецького походження Арнестів, представники якого на початку XVI ст. почали переходити у шляхетський стан. Був останнім представником цього роду в міській раді Львова.
Протягом 1507—1508 рр. райці Мартин Вассерброт, Матеус Вайднер, Йоан Косснар, Андреас Берґер, Штанцель Газ, Ніколаус Тичка (урядуючі), Георгій Войнар, Ніколаус Арнест, Міхаель Гаснер і Георгій Ґобель (старі) викупили у шляхтича Яна Яцимирського частково за власні кошти, а частково за кошти, взяті з міської скарбниці, села Сихів і Зубра. Прибутки від цих сіл призначалися виключно на особисті потреби райців, що викликало незадоволення міщан.

## Сім'я
Був одружений з Барбарою, донькою шляхтича Петра Зимноводського. Отримав від тестя в спадок село Зимна Вода і млин за Краківською брамою.

Донька Барбара (Арнестова[джерело?]) — у шлюбі з львівським райцею Миколаєм Тичкою.
Внук Барбари, сестри Миколая Арнеста, Йоан (Ян) Зайдліч очолював в 1576—1577 виступ львівських міщан проти міської ради, який закінчився створенням Колегії (ради) 40-ка мужів.